# Кахабросо
Кахабросо — село в Унцукульском районе Дагестана.
Вместе с селом Бетли образует Кахабросинскую сельскую администрацию.
Центр сельсовета с 1921 года.

## Топоним
Происходит, по одной из версий, от авар. ХъахӀаб росу — белое село.

## География
Село расположено на высоте 1750 м, в 18 км к северо-западу от районного центра, посёлка Шамилькала.

## Население
| 1888 | 1895 | 1926 | 1939 | 1970 | 1989 | 2002 |
| ---- | ---- | ---- | ---- | ---- | ---- | ---- |
| 345  | ↘341 | ↘311 | ↗352 | ↗387 | ↗500 | ↗702 |
| 2010 | 2021 |      |      |      |      |      |
| ↗795 | ↗935 |      |      |      |      |      |

## История
Центр сельского общества (в XIX в.).

## Известные уроженцы
- Махмуд из Кахаб-Росо (1873—1919) — поэт, лирик, «кавказский Блок».
- Шейх Шариф — устар. ученый богослов.
- Юсуф из Кахабросо — в XVII веке при Умахане Аварском отличался бесстрашием и мужеством, о нём есть сведения в исторических книгах.
- 1839 году участвовали с Имамом Шамилем в битве за Ахульго из с. Кахабросо и Бетли. Известны только эти герои:
  1. Большой Исхак (Кӏудияв Исхӏакъ)
  2. Магомедали (Мухӏамадгӏали)
  3. Нурмагомедов Алимирза (Нурмухӏамадов Гӏалимирза)
  4. Махов Гаирбег (Махов Гъайирбег)
  5. Абакар Магомед (Абакар Мухӏамад)
  6. Рахима (Рахӏима)
  7. Большой Ахмед из Бетли (Бекьилъа Кӏудияв Ахӏмад)
  8. Маленький Ахмед из Бетли (Бекьилъа Гьитӏинав Ахӏмад)
  9. Жабраил из Бетли (Бекьилъа Жабрагӏил)
  10. Якуб — кадий(судья) Шамиля.

## Достопримечательности села
Памятник Махмуду.
Два кладбища:
- Верхнее (могила Святого Шейха Шарифа Устара).
- Нижнее (могила захоронения поэта Махмуда, сына Анасил Мухума Тайгибова).